# Kari Rueslåtten

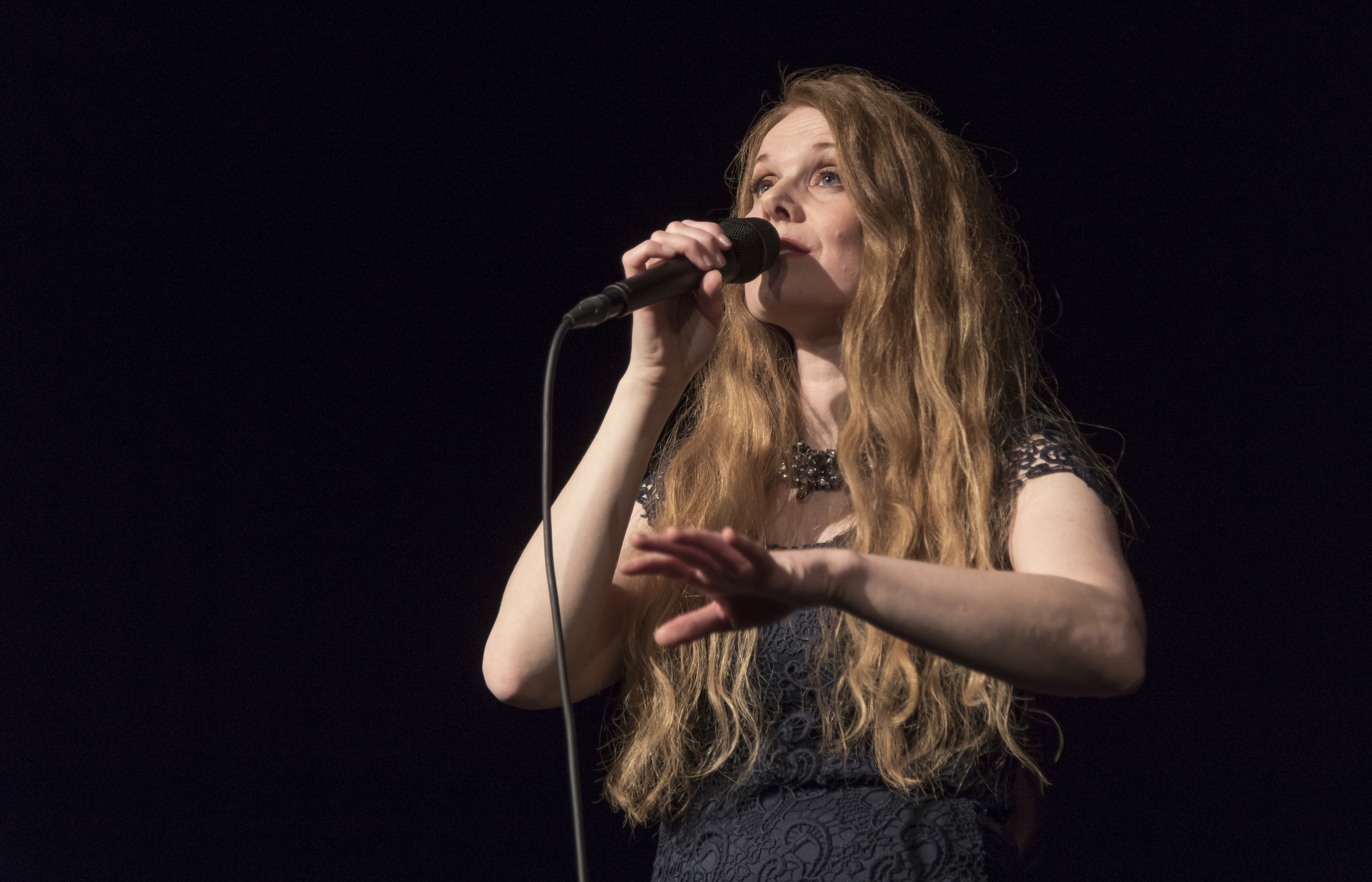
Kari Rueslåtten (2017)

Kari Rueslåtten (* 3. Oktober 1973) ist eine norwegische Sängerin.

## Leben
Kari Rueslåtten war 1993 Mitbegründerin und Sängerin von The 3rd and the Mortal, welchen oftmals nachgesagt wird, damit den Grundstein für Gothic Metal mit Frauengesang gelegt zu haben, der dann durch Bands wie Theatre of Tragedy schnell an Popularität gewann. Zuvor hatte sie bereits in einigen Bands verschiedener Musikrichtungen als Gast gesungen. Sie nahm mit The 3rd and the Mortal aber nur ein Demo (1993), die EP Sorrow und das Album Tears Laid in Earth (beide 1994) auf. Danach verließ sie die Band.
Noch 1994 arbeitete sie zusammen mit den zwei Black-Metal-Musikern Fenriz (Darkthrone) und Satyr (Satyricon) am Projekt Storm. Es entstand das Album Nordavind, welches traditionelle norwegische Folk-Lieder mit Elementen des Black Metals vereint.
Kari Rueslåttens erstes Solo-Demo erschien 1995 und war ebenfalls Folk-inspiriert, jedoch musikalisch minimal und bestand größtenteils aus Keyboard-Ambient-Stücken auf Norwegisch und Englisch. Diese Demoaufnahmen wurden zwei Jahre später unter dem Namen Demo Recordings von Sony Norway als CD herausgebracht. Ihr erstes richtiges Album war Spindelsinn (1997), ein musikalisch vielseitiges Album mit Folkstücken, diesmal ganz auf Norwegisch, lyrisch mit dem für Folk üblichen Hang zur Naturromantik. Mit diesem Album wurde sie für den norwegischen Grammy als beste Sängerin sowie für den Hit-Award als beste Künstlerin nominiert.
Im Jahr darauf erschien ein etwas moderner anmutendes Album, Mesmerized, auf dem sich Kari Rueslåtten ein wenig vom reinen Akustik- und Keyboard-Folk trennt. Danach ging sie für einige Jahre nach London, England, und studierte Musikproduktion. 2002 erschien dann auf dem schwedischen Label GMR Music ihr Comeback-Album Pilot, das zur Vermarktung im deutschsprachigen Raum an das Label Prophecy Productions lizenziert wurde. 2003 trat sie das erste Mal außerhalb ihres Heimatlandes bei zwei Konzerten in Russland auf.
Ihr Album Other People’s Stories (2005) erschien in einer Special Edition 2007 mit einem neuen Titel und zwei Remixen.
In jüngster Zeit veröffentlichte sie Time To Tell (2014) und To the North im Oktober 2015 und tourte damit unter anderem auch durch Deutschland.

## Diskografie

### Mit Band
- Unchain – Beyond Time (EP, 1991)
- Israelvis – Albino Blue (1993)
- Israelvis – Mutilation (EP, 1993)
- The 3rd and the Mortal – Demo #1 (1993)
- The 3rd and the Mortal – Sorrow (EP, 1994)
- The 3rd and the Mortal – Tears Laid in Earth (1994)
- Storm – Nordavind (1995)
- Rawthang – Scorned
- Rawthang – Beautiful Morning
- Rawthang – Epilogue

### Solo
- Demo Recordings (1995, Wiederveröffentlichung 1997)
- Spindelsinn (1997)
- I Månens Favn (EP, 1997)
- Mesmerized (1998)
- Make Me A Stone (EP, 1998)
- Pilot (2002)
- Exile (EP, 2002)
- Other People’s Stories (2005)
- Time To Tell (2014)
- To the North (2015)
- Silence Is The Only Sound (2017)[2]